# Pogonostoma (Mantistenocera)
Pogonostoma (Mantistenocera) – podrodzaj chrząszczy z rodziny biegaczowatych, podrodziny trzyszczowatych i rodzaju Pogonostoma.

## Taksonomia
Podrodzaj wprowadzony został w 2007 przez Jiriego Moraveca, a jego gatunkiem typowym ustanowiony gatunek Pogonostoma nigricans.

## Występowanie
Wszystkie należące tu gatunki są endemitami Madagaskaru.

## Systematyka
Opisano dotychczas 5 gatunków z tego podrodzaju:
- Pogonostoma (Mantistenocera) delphinense Jeannel, 1946
- Pogonostoma (Mantistenocera) mocquerysi Fleutiaux, 1899
- Pogonostoma (Mantistenocera) nigricans Klug, 1835
- Pogonostoma (Mantistenocera) pallipes Rivalier, 1970
- Pogonostoma (Mantistenocera) zasterai J.Moravec, 2003